# 劉知謙
劉 知謙（りゅう ちけん、生年不詳 - 乾寧元年（894年）11月）は、唐の封州刺史。十国南漢の初代皇帝劉龑の父。字は徳光。

## 名前について
『旧五代史』『冊府元亀』『新五代史』『十国春秋』などは名を劉謙としており、『十国紀年』は「劉謙望、字は徳光、またの名を知謙、後に名を止めて謙とする」と記している。『南漢国史』の編者である陳欣は、これについて「彼の実名は劉知謙であり、劉謙というのは後世の史家が後漢の高祖劉知遠の名を憚ったものである」と考証している。しかし、劉謙の孫娘の清遠公主の墓誌には「祖は謙と言い、字は内光である」と記載された。930年、清遠公主は亡くなった時に、後漢はまだ建てられない。

## 生涯
青年時代は広州の牙将であったが、嶺南東道節度使の韋宙に見出され、その姪の韋氏を娶った。乾符5年（878年）に黄巣が広州に侵攻して嶺南の治安が乱れると、たびたび群盗を討伐して功績を挙げた。それにより中和3年（883年）に封州刺史・賀江鎮遏使に任じられ、梧州・桂州以西を管轄した。劉知謙は兵士と財を蓄え、数年後には精兵1万人と戦艦100余艘を得たとされる。
乾寧元年（894年）11月に死去した。『南漢書』によれば、劉知謙は病床に息子たちを集め、「いま、五嶺（広東・広西）ではいたるところで盗賊が決起している。我には精鋭の兵士と武器がある。汝らは努めて功を建てよ。時機を逃してはならぬ」と言い残したという。南漢成立後に聖武皇帝の諡号、代祖の廟号をもって追尊された。

## 宗室

### 父母
- 父：劉安仁（中国語版） - 『新五代史』『十国春秋』などによると、汝南郡上蔡県出身で福建に移住し、南海商人として泉州で生涯を終えたという。また『旧五代史』『冊府元亀』『南漢書』などによれば潮州刺史で、後に番禺（中国語版）（現在の広州）に移住したという。南漢成立後に文皇帝[1]、太祖と追尊された。

### 妻妾
- 正室：韋氏 - 韋宙の姪で、劉隠と劉臺の母。南漢成立後に武皇后と追尊された。
- 側室：段氏（中国語版） - 劉龑の母。龍紀元年（889年）に正室の韋氏に殺された。

### 男子
- 劉隠（南漢の烈宗）
- 劉臺
- 劉龑（劉巌、南漢の高祖）